# Alchemy
Alchemy е студиен албум на китариста Ингви Малмстийн. Издаден е през 1999 г. от Pony Canyon.

### Бонус песен към японското издание
1. God Is God

## Състав
- Ингви Малмстийн – китари, бас, ситар
- Марк Боулс – вокал
- Бари Дънауей – бас
- Матс Олаусон – клавишни
- Джон Макалусо – барабани